# Jiaoli He
Koordinaten: 62° 13′ S, 59° 0′ W
Jiaoli He (chinesisch 胶粒河 ‚Kolloidaler Fluss‘) ist ein saisonaler, durch Schmelzwasser gespeister Bach auf der Fildes-Halbinsel von King George Island im Archipel der Südlichen Shetlandinseln. Er fließt vom Westteil des Yanjing Hu in nordwestlicher Richtung zur Geographers Cove.
Chinesische Wissenschaftler benannten ihn 1986 im Zuge von Vermessungs- und Kartierungsarbeiten. Seinen Namen verdankt der Bach den durch ihn mitgeführten Gesteinstrümmern unter anderem in Form von Brekzien.